# Ayoub al-Hamadi
Ayoub Kassim al-Hamadi (* 26. September 1970 in Beni-Hammad, Jemen) ist ein Hochschulprofessor für Neuro-Informationstechnik an der Fakultät für Elektro- und Informationstechnik der Otto-von-Guericke-Universität Magdeburg.

## Leben
Al-Hamadi machte 1988 im Jemen sein Abitur. 1988 bis 1989 war er Lehrer in der Iben-Majed-Sekundarschule in Sanaa. Danach besuchte er bis 1990 einen Deutsch-Sprachkurs im Herder-Institut Köthen und studierte an der Otto-von-Guericke-Universität Magdeburg von 1990 bis 1997 Elektro- und Automatisierungstechnik sowie anschließend das Fach Technische Informatik, in dem er 2001 promovierte.
1997 bis 2003 war er wissenschaftlicher Mitarbeiter und 2003 bis 2008 wissenschaftlicher Assistent am Lehrstuhl Technische Informatik der Magdeburger Universität, wo er sich 2010 mit dem Thema Fortschritte bei der Analyse von bewegten Farbbildern unter dem Einfluss von nicht-kooperativen Messsituationen habilitierte. Al-Hamadi erhielt die venia legendi für das Wissenschaftsgebiet Mustererkennung und Bildverarbeitung.
Seit September 2008 ist er Inhaber der Professur Neuro-Informationstechnik an der Fakultät für Elektro- und Informationstechnik Universität Magdeburg.
Al-Hamadi ist Gründer der Islamische Gemeinde Magdeburg (IsGeMa) e. V. Magdeburg.

## Forschungsprofile
Al-Hamadis Forschungsgebiete sind die Informationstechnik (Signalverarbeitung, Bildverarbeitung und -verstehen sowie Mustererkennung), die Mensch-Computer-Interaktion (Gestenerkennung und Mimikerkennung, Aktions- und Eventerkennung, Handschrifterkennung), die Informationsfusion (Umgebungs- und Situationsmodellierung, Emotions- und Intentionserkennung, Fahrerassistenzsysteme), die Medizintechnik (3D-Vermessung, Gesichtsanalyse und Schmerzerkennung sowie Ganganalyse in der Rehabilitation) und Robotik.

## Wissenschaftliche Publikationen
Al-Hamadi hat bisher über 380 Artikel aus seinen Forschungsgebieten in zahlreichen internationalen wissenschaftlichen Fachzeitschriften, Konferenzen und Büchern.

## Preise und Auszeichnungen
- 2009 Verdienstvoller Einwohner der Landeshauptstadt Magdeburg
- Best Paper Awards
  - International Multi-conference on Computer Science and Information Technology (2006)
  - International Conference on Computer Vision and Graphics (2006)
  - International Symposium on Image/Video Communications over fixed and mobile network (2008)
  - International Conference on Computer Vision and Graphics (2008)
  - International Conference on Soft Computing and Pattern Recognition (2010)
  - IEEE ICHMS Best Presentation Award 2021
- IET Computer Vision Premium Awards (2014)
- The HUGO JUNKERS Award (2014)
- Challenge Winner-Award ICCV IEEE International Conference on Computer Vision 2017
- Second place in the EmotionNet 2020 challenge on facial action unit recognition in the wild
- IEEE Access Best Multimedia Award 2020

## Mitgliedschaften
- Sonderforschungsbereich (SFB-TRR 62)
- Center for Behavioral Brain Sciences (CBBS)
- 3Dsensation